# Daniel Bell
Daniel Bell (Nova York, 10 de maig de 1919 - Cambridge, Massachusetts, 25 de gener de 2011), també conegut com a Daniel Bolotsky, va ser un sociòleg de la Universitat Harvard dedicat a l'estudi de la societat postindustrial. La seva obra més famosa és The End of Ideology, publicada el 1960.
Les seves idees centrals sobre la societat contemporània es basen en el fet que la ideologia política tradicional està desapareixent, substituïda per altres interessos i per un augment de la informació disponible, que permet que la nova elit social estigui basada en el coneixement i la tecnologia. Un altre punt clau és el creixent hedonisme, possible per les millores en les condicions de vida al món desenvolupat, que fan que disminueixi l'esforç general, un dels principis del capitalisme.